# Комитет государственной безопасности Киргизской ССР
Комите́т госуда́рственной безопа́сности Киргизской ССР (КГБ Киргизской ССР, кирг. Кыргыз ССРинин мамлекеттик коопсуздук комитети) — республиканский орган Киргизской ССР, государственного управления в сфере обеспечения государственной безопасности в структуре аппарата КГБ СССР.

## История
15 марта 1946 года НКГБ СССР был преобразован в Министерство государственной безопасности (МГБ СССР). 7 марта 1953 года было принято решение об объединении Министерства внутренних дел и Министерства государственной безопасности в единое МВД СССР. 13 марта 1954 года был создан Комитет государственной безопасности (КГБ) СССР, который и просуществовал до развала Советского Союза.
КГБ Киргизской ССР был образован в 1954 году после соответствующего преобразования МГБ СССР в КГБ СССР. Предшественниками КГБ Киргизской ССР являлись:
- Управление НКВД по Киргизской АССР
- НКГБ Киргизской ССР (1941)
- НКГБ — МГБ Киргизской ССР (1943—1954)

20 ноября 1991 года КГБ Киргизской ССР был реорганизован в Государственный комитет национальной безопасности Кыргызстана.

### Еврейское дело
В 1961 году к расстрелу было приговорено 21 человек, обвиняемых в «расхищении государственной собственности в особо крупных размерах» по делу Аламединской трикотажной фабрики. Это было одним из самых громких дел того времени в Киргизской ССР, по которому правосудие так и поставило точку до настоящего времени, стало так называемое дело «трикотажников» или «еврейское дело», так как большинство подследственных оказались представителями еврейской национальности.

## Территориальные органы
За историю существования КГБ Киргизской ССР в его структуру входили следующие областные управления:
- УКГБ по Джалал-Абадской области (1954—1959, 1990—1991)
- УКГБ по Иссык-Кульской области (1954—1959, 1970—1991)
- УКГБ по Нарынской области (1970—1988, 1990—1991)
- УГКБ по Ошской области
- УКГБ по Тянь-Шаньской области (1954—1962)
- УКГБ по Фрунзенской области (1954—1959)
- УКГБ по Чуйской области (1990—1991)

## Структура
В структуру КГБ Киргизской ССР входили следующие подразделения:
- Руководство (председатель, заместители председателя, члены КГБ, партком)
- Секретариат;
- Инспекция (при Председателе)
- 1-й отдел (разведка)
- 2-й отдел (контрразведка)
- 4-й отдел (секретно-политический)
- 5-й отдел (экономический, защита конституционного строя)
- 7-й отдел (наружное наблюдение)
- 8-й отдел (шифровально-дешифровальный)
- 2-й спецотдел (применение опертехники)
- 3-й спецотдел (изготовление средств тайнописи, документов для оперативных целей, экспертиза документов и почерков)
- 4-й спецотдел (радиоконтрразведка)
- 5-й спецотдел (изготовление опертехники)
- Отдел «С» (правительственная связь)
  - Следственный отдел
- Учётно-архивный отдел
- Тюремный отдел
  - Отдел кадров
- Мобилизационный отдел
- Хозяйственный отдел
- Финансово-плановый отдел
- Вспомогательные подразделения

## Руководители КГБ Киргизии

### Председатели КГБ Киргизской ССР[1]
| Имя                               | Звание        | Дата назначения на должность | Дата снятия с должности |
| --------------------------------- | ------------- | ---------------------------- | ----------------------- |
| Терещенко, Александр Владимирович | полковник     | 27 марта 1954                | 21 февраля 1956         |
| Ермолов, Николай Григорьевич      | полковник     | 11 февраля 1956              | 6 мая 1961              |
| Чвертко, Петр Владимирович        | генерал-майор | 26 июня 1961                 | 19 март 1967            |
| Асанкулов, Джумабек Асанкулович   | полковник     | 19 март 1967                 | 18 апрель 1978          |
| Ломов, Николай Петрович           | генерал-майор | 18 апрель 1978               | 12 декабрь 1985         |
| Рябоконь, Владимир Александрович  | генерал-майор | 12 декабрь 1985              | 16 январь 1989          |
| Асанкулов, Джумабек Асанкулович   | генерал-майор | 16 январь 1989               | 19 август 1991          |
| Бакаев, Анарбек Курамаевич        | полковник     | 6 сентября 1991              | 20 ноября 1991          |